# Campionati europei di 470 1972
I Campionati europei di 470 1972 si sono svolti a Medemblik, nei Paesi Bassi, dal 13 al 19 luglio 1972.

## Podi
| Evento   | Oro                                                 | Argento                                       | Bronzo                                     |
| 470 Open | Paesi Bassi Joop van Werkhoven Robert van Werkhoven | Francia Philippe Follenfant Hubert Follenfant | Paesi Bassi Tom van Essen Wouter van Essen |

## Medagliere
| Posiz. | Nazione     | Oro | Argento | Bronzo | Totale |
| ------ | ----------- | --- | ------- | ------ | ------ |
| 1      | Paesi Bassi | 1   | 0       | 1      | 2      |
| 2      | Francia     | 0   | 1       | 0      | 1      |
| Totale | Totale      | 1   | 1       | 1      | 3      |